# Tétraborate de lithium
Le tétraborate de lithium aussi appelé plus simplement borate de lithium, est un composé minéral borate de formule brute Li2B4O7. Il a l'aspect d'une poudre blanche

## Chimie
Le tétraborate de lithium présente la même structure que le tétraborate de sodium, improprement dénommé borax anhydre.
Il correspond à un métaborate ou tétraborate cyclique, mais dans la pratique des solutions aqueuses, à un sel de l'acide borique de lithium, obtenu en milieu alcalin. Le composé aqueux Li3BO3 se transforme en ion tétraborate, que l'on trouve par exemple dans le borax.
La forme blanche cristal est peu soluble dans l'eau pure, soit 2,89 g pour 100 g d'eau à 20 °C et 5,45 g à 100 °C.
Il est insoluble dans les solvants organiques.

## Usage
Il est utilisé comme ingrédient pour la fabrication de verres spéciaux transparents aux UV, mais aussi en céramique pour la composition d'émaux céramiques. Bien que d'emploi plus spécifique, c'est aussi un fondant, il est utilisé dans les « tests de perle », comme le borate correspondant de sodium, le borax.